# M. Resetti
M. Resetti, de son nom complet Sonny Resetti, également connu au Japon comme Mr. Reset (リセットさん, Risetto-san), est un personnage de fiction de la série Animal Crossing. Il apparaît une première fois sur Nintendo 64 avec le jeu Dōbutsu no Mori, connu en Europe sous le nom d'Animal Crossing sur Gamecube. M. Resetti est une taupe dont le rôle dans la série est de rappeler aux joueurs de sauvegarder avant de quitter le jeu, et qui leur donne une leçon s'ils ne le font pas. M. Resetti a reçu un accueil mitigé de la critique.

## Création et développement
Au cours des tests du jeu d'Animal Crossing, les joueurs étaient tentés de réinitialiser le jeu et de remonter le temps grâce au système d'horloge de la console, pour actualiser le stock dans le magasin de Tom Nook. Afin d'éviter cela, l'équipe de développement mirent en œuvre le personnage de M. Resetti, dans l'espoir que les joueurs qui veulent tricher seraient découragés à cause de la longueur de ses discours. Les dialogues de M. Resetti ont été écrits par Tim O'Leary, qui a conçu le personnage de façon qu'il s'exprime avec un fort accent de Bronx.

## Rôle

### DansAnimal Crossing
Le rôle de M. Resetti dans la série Animal Crossing est de rappeler aux joueurs de sauvegarder leur partie avant de quitter le jeu. S'il ne le fait pas, Resetti apparaîtra à l'extérieur de la maison du joueur et lui fera la morale. Si le joueur s'obstine à ne pas sauvegarder, Resetti allongera le temps de son discours et poussera le joueur à répéter des phrases, comme une punition. Si le joueur écrit quelque chose de choquant, Resetti sera encore plus furieux.
Le vocabulaire et le ton employés par M. Resetti, bien qu'ayant un but humoristique et ne contenant pas de langage considéré comme grossier, sont autoritaires et sont susceptibles de choquer les personnes les plus sensibles, notamment les enfants. Pour cette raison, dans Animal Crossing: Let's Go to the City, Nintendo a mis en place différentes mesures de prévention à l'égard des enfants jouant au jeu ainsi que leurs parents : une note à ce propos est présente dans le mode d'emploi des jeux, et M. Resetti fait une apparition au deuxième démarrage du jeu (même si le joueur a sauvegardé après sa première partie) pour lui expliquer de façon amicale l'importance de la fonction de sauvegarde.
Dans tous les jeux de la série à l'exception de Animal Crossing : Wild World, M. Resetti est parfois remplacé par son frère, Don. Celui-ci a le même rôle mais parle de façon beaucoup plus calme et posée.
Dans Animal Crossing: Let's Go to the City et Animal Crossing : New Leaf, le joueur peut parfois visiter le Centre de Surveillance Resetti (CenSuRe), en soirée. Cela donne lieu à des dialogues humoristiques et à l'obtention de récompenses.
Dans Animal Crossing : New Leaf, M. Resetti apparaît la première fois que le joueur ne sauvegarde pas sa partie. Toutefois, il explique que le CenSuRe, pour lequel Resetti travaille, a été fermé, et qu'il ne sera plus en mesure de rendre visite aux joueurs. Le joueur peut choisir de rouvrir ce centre et permettre à Resetti de reprendre son ancien rôle. S'il ne le fait pas, il recevra un simple rappel de Marie à chaque fois qu'il reprendra sa partie en ne l'ayant pas sauvegardée la dernière fois. Les personnes susceptibles d'être dérangées par les interventions de Resetti peuvent ainsi choisir de ne pas faire ouvrir le centre.
Dans Animal Crossing: New Horizons, M. Resetti n'apparaît plus physiquement (sauf en figurine le 28 janvier 2021) et aucune remarque n'est faite au joueur s'il quitte le jeu sans sauvegarder manuellement, un système de sauvegardes automatiques régulières ayant été introduit. Le nouveau rôle de Resetti est d'assurer le fonctionnement du service d'aide, permettant au joueur, s'il se perd ou se retrouve coincé quelque part sur son île, de se téléporter directement près du bâtiment notable de son choix, moyennant l'utilisation de miles, nouvelle monnaie fictive du jeu.

### En dehors d'Animal Crossing
Dans le film Animal Crossing, M. Resetti apparaît un certain nombre de fois pour rappeler aux personnages les règles du village. M. Resetti a fait plusieurs apparitions mineures dans la série Super Smash Bros, en tant que trophée depuis Super Smash Bros Melee, et comme personnage d'arrière-plan dans Super Smash Bros for Wii U. Dans Mario Kart 8, M. Resetti apparaît dans le circuit Animal Crossing, inclus dans le second DLC. Sur ce parcours, il sort du sol de manière aléatoire, forçant les joueurs à l'éviter. Dans Monster Hunter 4, M. Resetti est un costume disponible pour Palico.

## Réception
Depuis sa première apparition, M. Resetti a reçu des critiques mitigées. Destructoid le qualifie de "personnage créatif", comme un quatrième mur à l'instar du personnage de Metal Gear Solid Psycho Mantis. Wired le place à la 6e place du classement des "10 personnages les plus vils du jeux vidéo." UGO.com l'a classé comme le sixième meilleur personnage d'Animal Crossing, évoquant que ses éclats de colère apportent une touche de charme au jeu. Joystiq a déclaré que "Animal Crossing serait beaucoup moins impressionnant sans M. Resetti". M. Resetti a été nommé 17e meilleur personnage de Nintendo par GameDaily, en disant que: "il est utile, alors qu'il est en même temps complètement ennuyeux". En 2010, GamesTM le classe parmi les plus grands personnages du jeu, ajoutant qu'il "pourrait être l'un des plus personnages les plus ennuyant du jeu", mais "M. Resetti a été conçu méticuleusement, dans le but que n'importe qui le respecte d'une certaine manière."
L'équipe de développement a constaté que M. Resetti causait des pleurs chez les plus jeunes. C'est pour cela que son rôle a été réduit dans New Leaf.

## Historique des jeux avec M. Resetti
- Dōbutsu no Mori (avril 2001, version japonaise disponible uniquement sur Nintendo 64)
- Animal Crossing (sorti le 14 décembre 2001 sur GameCube, adapté de Dōbutsu no Mori)
- Animal Crossing : Wild World (2005, Nintendo DS)
- Animal Crossing : City Folk (2008, sortie en tant que Animal Crossing: Let's Go to the City en Europe et en Australie, Wii)
- Animal Crossing : New Leaf (Sorti en novembre 2012 au Japon et en juin 2013 dans le reste du monde, sur Nintendo 3DS)
- Animal Crossing : Happy Home Designer (sortie en 2015, en tant que spin-off de la franchise en se concentrant sur la conception de maisons et de bâtiments publics, Nintendo 3DS)
- Animal Crossing : Amiibo Festival (sortie en 2015, en tant que spin-off nécessitant amiibo pour jouer. L'un des 16 amiibo jouable dans le jeu est M. Resetti, Wii U)
- Animal Crossing :  Pocket Camp (sortie en Australie en octobre 2017 et dans le monde entier le 22 novembre 2017. M. Resetti apparaît comme un personnage mineur disponibles à l'achat pour 45 jours seulement après le lancement du jeu, Android et IOS)
- Animal Crossing: New Horizons (sortie en 2020 dans le monde, il n'apparaît pas dans le jeu, mais il s'est converti en opérateur dans l'application du Nookphone, le Service d'aide)